# 阿里媽媽
阿里妈妈是阿里巴巴集團創立於2007年的廣告交易平台，後併入阿里巴巴集團的子公司淘寶網，成為淘寶聯盟的一部分。